# Girolamo Savonarola
Girolamo Savonarola, född 21 september 1452 i Ferrara, död 23 maj 1498 i Florens, var en italiensk dominikan och botpredikant. Han var republiken Florens inofficiella ledare från 1494 till sin död.

## Biografi

### Tidiga år
Girolamo Savonarola föddes i en gammal borgarsläkt. Modern Elena kom från adelssläkten Bonacossi och hennes far var troligen den Alberto Bonacossi som tjänade påve Nicolaus V. Fadern Niccolò arbetade med penningväxling och farfadern Michele var livmedikus åt huset Este och det var med honom Girolamo växte upp. Han visade tidigt begåvning och studerade Bibeln, filosofi och medicin vid universitetet i Ferrara. 1468 avled farfadern och fadern gick i konkurs, varför Girolamo tvingades avbryta sina studier. 

### Asket och domedagspredikant
Redan i 20-årsåldern hade han sin övertygelse klar: han avskydde renässansen, ansåg att kyrkan var ett horhus och att girigheten styrde i den förefintliga religionen. Dessa känslor växte till ett okuvligt hat och en beslutsamhet att förändra världen. Han skrev detta år dikten De Ruina Mundi (Om världens undergång), och 1475 De Ruina Ecclesiae (Om kyrkans undergång). I dessa framkommer hans strängt asketiska ideal och hans fördömande av kyrkan.
Efter en predikan han åhörde 1474 kände han sig kallad att dra sig undan världen vilket ledde till att han året därpå inträdde i dominikanorden vid San Domenico i Bologna. Där fullföljde han sin utbildning och blev en av de ledande thomisterna.
Omkring 1480 sändes han av klostret till Florens men fick inget gehör som predikant där varför han återvände till Bologna för att fortsatta sin akademiska karriär. Under vistelsen i Florens hade han agiterat mot Lorenzo de' Medici och dennes hov samt hedniska konstintresse. Trots misslyckandet i Florens gav han inte upp utan fortsatte som predikant i Norditalien och med tiden började folk ta till sig hans budskap. Från 1486 blev han alltmer apokalyptisk i sina predikningar och färgades av Uppenbarelseboken. Gud skulle se samtidens utbredda synd och döma människorna.

### Återkomsten till Florens

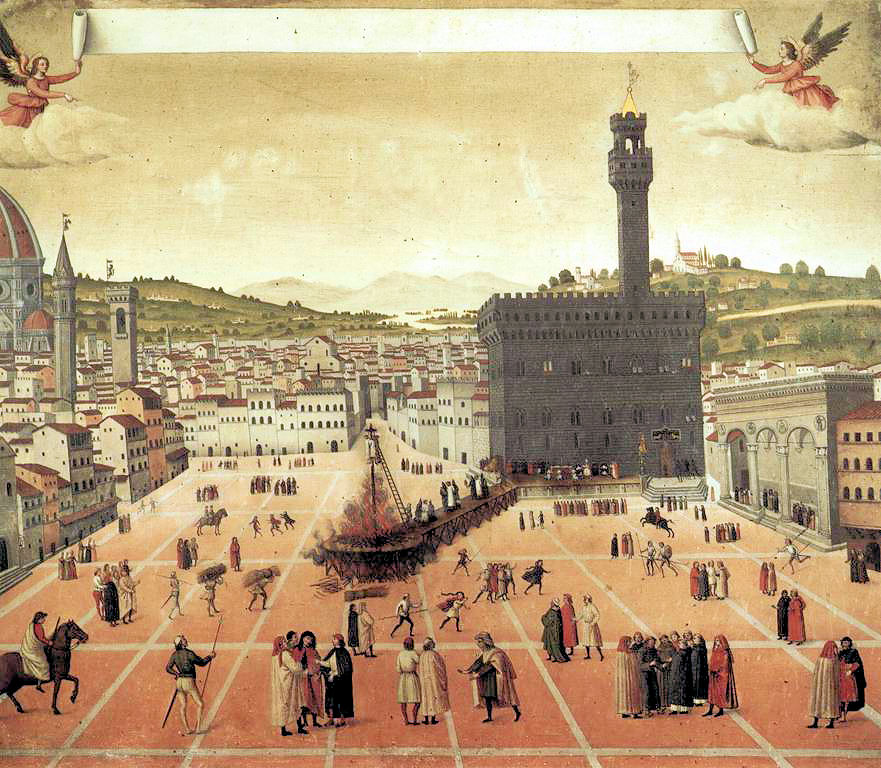
Savonarolas avrättning. Målning av anonym konstnär (1498)

Rykten om Savonarola spred sig till Florens, där han tack vare en rekommendation av Giovanni Pico della Mirandola fick en ny chans 1490. Florens skulle bli hans framtid och hans slutliga dom. Hans egentliga genombrott i Florens var en adventspredikan om den nära förestående domedagen, som hölls i San Marco samma år och som samlade många åhörare. I tal och även i handling tog han avstånd från Medici fastän de hade gynnat klosterväsendet och kyrkan.
Savonarola blev för sin adventspredikans skull inbjuden att predika i Santa Maria del Fiore under fastan 1491 där han höll många revolutionära anföranden och begärde att kyrkan skulle reformeras från grunden. Trots allt blev Lorenzo de' Medici hans skyddspatron. Savonarola steg i graderna inom kongregationen och blev prior. Under hans ledning ökade antalet bröder i klostret från 50 till 238, av vilka många tillhörde Florens förnämsta familjer. Han kom i allt högre grad att betraktas som en profet.
Lorenzo de' Medici avled 1492 och efterträddes av sin son Piero de' Medici. Savonarola började vid denna tid profetera om en ny erövrare som skulle komma över bergen för att förnya kyrkan. Efter två år intog Karl VIII av Frankrike Florens efter att ha gått över alperna. Folket gjorde då uppror mot Piero de' Medici, som tvingades fly. Savonarola ledde en förhandlingsdelegation från Florens till den franske kungen i november 1494, för att be honom skona staden och i stället ta upp sitt uppdrag som kyrkans reformator. Detta, tillsammans med en stor summa pengar, ledde till att Karl VIII lämnade Florens, och Savonarolas ställning som profet stärktes. Samtidigt började han predika Florens ställning som Italiens centrum för förnyelse, rikedom och ny världslig och andlig makt.
Den politiska förändring som skedde i Florens kan sägas vara en av de tidigaste demokratiska republikerna under modern tid. Som munk och utan medborgarskap var Savonarola själv inte valbar till ledande positioner, men ett parti bildat kring hans och munkarnas idéer drev igenom deras politik. Ett nytt parlament inrättades där varje rättskaffens man hade rösträtt. Hantverkarklassen gavs politiska rättigheter. Vissa mindre ämbeten öppnades upp så att fler skulle kunna utses till uppdragen. Rättsregler gjordes om och rätt att överklaga exil- och dödsstraffsdomar infördes.
Hans eldiga förkunnelse och upproriska ståndpunkter gjorde att han kom i konflikt med påven Alexander VI. Den 25 juli 1495 begärde påven att Savonarola skulle gå i svaromål för sina utfall mot honom och mot kurian men Savonarola inställde sig inte. Samma år förbjöds Savonarola att predika och hans kongregation fick ny ledare. Detta ledde till att Savonarolas hat tilltog i styrka och han försökte nu driva folket mot Rom. Den 12 maj 1497 blev han exkommunicerad men fortsatte att läsa mässan och predika i kyrkan.
Florentinarna började emellertid att ifrågasätta Savonarolas auktoritet. Den 1 mars 1498 tillträdde Arrabbiati, ett parti som var i opposition till Savonarola, i Signoria. En franciskanmunk, Francesco da Puglia, utmanade Savonarola den 25 mars 1498 på ett eldprov för att testa kritiken mot påven och datum sattes till den 7 april. En stor mängd människor kom för att bevittna utmaningen, men då provet inte blev av förbyttes förtroendet för Savonarola i hat. Stora folkmassor stormade hans kloster den 8 april; de tillfångatog honom och hans närmaste män Domenico Buonvicini och Silvestro Maruffi. Republiken sände bud efter en påvlig delegation för att ställa Savonarola inför rätta och alla hans anhängare avsattes från sina ledande positioner. Den 22 maj 1498 dömdes han till döden genom hängning och därefter brännas på bål. Savonarolas kvarlevor ströddes i floden Arno så att hans anhängare inte skulle ha någon grav att gå till eller reliker att vörda. Platsen där han avrättades är idag utmärkt med en stenplatta på Piazza della Signoria.